# 1975年スペイングランプリ
1975年スペイングランプリは、1975年のF1世界選手権第4戦として、1975年4月27日にモンジュイック・サーキットで開催された。

## 予選
金曜日の朝にグランプリ・ドライバーズ・アソシエーション（GPDA）がコースをチェックすると、ほとんどのガードレールがボルトで充分に固定されていない状態だった。それを重くみたGPDAは予選1日目のボイコットを決定。コースインしたのはGPDAに所属していないジャッキー・イクスのみで、その後ヴィットリオ・ブランビラも走行を行った。
翌土曜日、各チームのメカニックがガードレールの修繕を開始。ケン・ティレル自らボルトの締め付けを行ったりして予選開始にこぎつけた。それでもドライバーたちはレースをすることに難色を示していたが、主催者側はレースが行われなければ法的措置も辞さないと通告。また、グアルディア・シビルがモンジュイック・スタジアムに設けられているパドックのマシンを押収するという噂も出て、やむなくボイコットを断念する。午前中はイクスとほか2人だけが走行しただけだったが、午後のセッションで本格的に予選が開始された。エマーソン・フィッティパルディはレースを強硬に拒否し続けたが、その後コースイン。しかし、抗議の意思を示すためにゆっくりと3周走って早々にサーキットを引き上げていった。

### 予選結果
| 順位 | No | ドライバー                     | コンストラクター             | 1日目  | 2日目  | 3日目  |
| ---- | -- | ------------------------------ | ---------------------------- | ------ | ------ | ------ |
| 1    | 12 | ニキ・ラウダ                   | フェラーリ                   | DNP    | DNP    | 1'23.4 |
| 2    | 11 | クレイ・レガツォーニ           | フェラーリ                   | DNP    | DNP    | 1'23.5 |
| 3    | 24 | ジェームス・ハント             | ヘスケス・フォード           | DNP    | DNP    | 1'23.8 |
| 4    | 27 | マリオ・アンドレッティ         | パーネリ・フォード           | DNP    | DNP    | 1'23.9 |
| 5    | 9  | ヴィットリオ・ブランビラ       | マーチ・フォード             | 1'48.9 | DNP    | 1'24.2 |
| 6    | 18 | ジョン・ワトソン               | サーティース・フォード       | DNP    | DNP    | 1'24.3 |
| 7    | 4  | パトリック・デパイユ           | ティレル・フォード           | DNP    | DNP    | 1'24.4 |
| 8    | 16 | トム・プライス                 | シャドウ・フォード           | DNP    | DNP    | 1'24.5 |
| 9    | 23 | ロルフ・シュトメレン           | ヒル・フォード               | DNP    | DNP    | 1'24.7 |
| 10   | 17 | ジャン＝ピエール・ジャリエ     | シャドウ・フォード           | DNP    | DNP    | 1'25.0 |
| 11   | 2  | ヨッヘン・マス                 | マクラーレン・フォード       | DNP    | DNP    | 1'25.2 |
| 12   | 5  | ロニー・ピーターソン           | ロータス・フォード           | DNP    | DNP    | 1'25.3 |
| 13   | 3  | ジョディー・シェクター         | ティレル・フォード           | DNP    | DNP    | 1'25.4 |
| 14   | 8  | ホセ・カルロス・パーチェ       | ブラバム・フォード           | DNP    | DNP    | 1'25.8 |
| 15   | 7  | カルロス・ロイテマン           | ブラバム・フォード           | DNP    | DNP    | 1'25.8 |
| 16   | 6  | ジャッキー・イクス             | ロータス・フォード           | 1'32.1 | 1'28.6 | 1'26.3 |
| 17   | 28 | マーク・ダナヒュー             | ペンスキー・フォード         | DNP    | DNP    | 1'26.3 |
| 18   | 21 | トニー・ブライズ               | ウィリアムズ・フォード       | DNP    | DNP    | 1'26.4 |
| 19   | 31 | ロエロフ・ブンデリング         | エンサイン・フォード         | DNP    | 1'32.5 | 1'26.6 |
| 20   | 25 | アラン・ジョーンズ             | ヘスケス・フォード           | DNP    | DNP    | 1'26.7 |
| 21   | 30 | ウィルソン・フィッティパルディ | フィッティパルディ・フォード | DNP    | DNP    | 1'27.2 |
| 22   | 23 | フランソワ・ミゴール           | ヒル・フォード               | DNP    | DNP    | 1'27.9 |
| 23   | 14 | ボブ・エバンス                 | BRM                          | DNP    | 1'38.3 | 1'28.8 |
| 24   | 10 | レラ・ロンバルディ             | マーチ・フォード             | DNP    | DNP    | 1'30.3 |
| 25   | 20 | アルトゥーロ・メルツァリオ     | ウィリアムズ・フォード       | DNP    | DNP    | 1'54.3 |
| 26   | 1  | エマーソン・フィッティパルディ | マクラーレン・フォード       | DNP    | DNP    | 2'10.2 |

- DNPは予選不出走。

## 決勝
E.フィッティパルディを除く25台でレースがスタート。直後の1コーナーでマリオ・アンドレッティのパーネリに押される形となったニキ・ラウダのフェラーリがクレイ・レガツォーニを巻き込んでガードレールにクラッシュ、ラウダがリタイヤ、レガツォーニはピットインする。1周が終わってウィルソン・フィッティパルディとアルトゥーロ・メルツァリオが抗議のためレースを棄権する。17周目にそれまでトップを走っていたアンドレッティがリタイヤ、ロルフ・シュトメレンが首位に立つ。
26周目に入った直後、シュトメレンがドライブするヒルGH1のリヤウイングが脱落してガードレールに激突。その弾みでシュトメレンのヒルGH1の車両は反対側のガードレールを飛び越えて観客席に落下、車両の下敷きになった観客ら4人が死亡（5人とも）、11人が重軽傷を負った。シュトメレン自身も重傷を負った。この事故により、レースは29周で打ち切りとなり、この時点で首位にいたヨッヘン・マスが優勝。規定周回数（75周）の75%未満でレースが終了したため、獲得ポイントは通常の半分ということになった。ハーフポイント規定の適用はF1史上初で、これは事故に起因する唯一のハーフポイント適用事例である 。6位のレラ・ロンバルディは女性F1ドライバー唯一のポイント（0.5点）を獲得している。
事故のひきがねとなったリヤウイング脱落の原因は、カーボン製のリヤウイング・ステーが破損してウイングが車体から外れかかったこととみられる。

### レース結果
| 順位 | No. | ドライバー                     | コンストラクター             | 周回 | タイム             | グリッド | ポイント |
| ---- | --- | ------------------------------ | ---------------------------- | ---- | ------------------ | -------- | -------- |
| 1    | 2   | ヨッヘン・マス                 | マクラーレン・フォード       | 29   | 42'53.7            | 11       | 4.5      |
| 2    | 6   | ジャッキー・イクス             | ロータス・フォード           | 29   | 42'54.8            | 16       | 3        |
| 3    | 7   | カルロス・ロイテマン           | ブラバム・フォード           | 28   | + 1 Lap            | 15       | 2        |
| 4    | 17  | ジャン＝ピエール・ジャリエ     | シャドウ・フォード           | 28   | + 1 Lap            | 10       | 1.5      |
| 5    | 9   | ヴィットリオ・ブランビラ       | マーチ・フォード             | 28   | + 1 Lap            | 5        | 1        |
| 6    | 10  | レラ・ロンバルディ             | マーチ・フォード             | 28   | + 1 Lap            | 24       | 0.5      |
| 7    | 21  | トニー・ブライズ               | ウィリアムズ・フォード       | 27   | + 2 Laps           | 18       |          |
| 8    | 18  | ジョン・ワトソン               | サーティース・フォード       | 26   | + 3 Laps           | 6        |          |
| NC   | 11  | クレイ・レガツォーニ           | フェラーリ                   | 25   | 周回数不足         | 2        |          |
| Ret  | 23  | ロルフ・シュトメレン           | ヒル・フォード               | 25   | アクシデント       | 9        |          |
| Ret  | 8   | ホセ・カルロス・パーチェ       | ブラバム・フォード           | 25   | アクシデント       | 14       |          |
| Ret  | 16  | トム・プライス                 | シャドウ・フォード           | 23   | アクシデント       | 8        |          |
| Ret  | 5   | ロニー・ピーターソン           | ロータス・フォード           | 23   | サスペンション     | 12       |          |
| Ret  | 31  | ロエロフ・ブンデリング         | エンサイン・フォード         | 20   | トランスミッション | 19       |          |
| NC   | 22  | フランソワ・ミゴール           | ヒル・フォード               | 18   | 周回数不足         | 22       |          |
| Ret  | 27  | マリオ・アンドレッティ         | パーネリ・フォード           | 16   | サスペンション     | 4        |          |
| Ret  | 14  | ボブ・エバンス                 | BRM                          | 7    | 燃料システム       | 23       |          |
| Ret  | 24  | ジェームス・ハント             | ヘスケス・フォード           | 6    | アクシデント       | 3        |          |
| Ret  | 3   | ジョディー・シェクター         | ティレル・フォード           | 3    | エンジン           | 13       |          |
| Ret  | 28  | マーク・ダナヒュー             | ペンスキー・フォード         | 3    | アクシデント       | 17       |          |
| Ret  | 25  | アラン・ジョーンズ             | ヘスケス・フォード           | 3    | アクシデント       | 20       |          |
| Ret  | 4   | パトリック・デパイユ           | ティレル・フォード           | 1    | アクシデント       | 7        |          |
| Ret  | 30  | ウィルソン・フィッティパルディ | フィッティパルディ・フォード | 1    | 撤退               | 21       |          |
| Ret  | 20  | アルトゥーロ・メルツァリオ     | ウィリアムズ・フォード       | 1    | 撤退               | 25       |          |
| Ret  | 12  | ニキ・ラウダ                   | フェラーリ                   | 0    | アクシデント       | 1        |          |
| NS   | 1   | エマーソン・フィッティパルディ | マクラーレン・フォード       |      | 抗議のため撤退     | 26       |          |

- ラップリーダー : ジェームス・ハント（Lap1 - 6）→マリオ・アンドレッティ（Lap7 - 16）→ロルフ・シュトメレン（Lap17 - 25）→ヨッヘン・マス（Lap26 - 27）→ジャッキー・イクス（Lap28）→マス（Lap29）[10]

## 第4戦終了時点でのランキング
| 順位 | ドライバー                     | ポイント |
| ---- | ------------------------------ | -------- |
| 1    | エマーソン・フィッティパルディ | 15       |
| 2    | ホセ・カルロス・パーチェ       | 12       |
| 3    | カルロス・ロイテマン           | 12       |
| 4    | ヨッヘン・マス                 | 9.5      |
| 5    | ジョディー・シェクター         | 9        |

| 順位 | コンストラクター       | ポイント |
| ---- | ---------------------- | -------- |
| 1    | ブラバム・フォード     | 21       |
| 2    | マクラーレン・フォード | 20.5     |
| 3    | ティレル・フォード     | 11       |
| 4    | フェラーリ             | 8        |
| 5    | ヘスケス・フォード     | 7        |

- 注: ドライバー・コンストラクター共にトップ5のみ表示。